# بطولة العالم للعدو الريفي 1980
الدورة 8 من بطولة العالم للعدو الريفي التي ينظمها الاتحاد الدولي لألعاب القوى، والتي أقيمت في مدينة باريس بفرنسا سنة 1980.

## النتايج

### سباقات العدو الطويل رجال

#### فردي
| الميدالية | العداء                        | التوقيت     |
| ذهب       | كرايج فيرجين الولايات المتحدة | 35:01 دقيقة |
| فضة       | هان جورك اورتمان ألمانيا      | 35:07 دقيقة |
| برونز     | نيك روز المملكة المتحدة       | 35:09 دقيقة |

#### فرق
| الميدالية | العداء           | النقاط   |
| ذهب       | المملكة المتحدة  | 100 نقطة |
| فضة       | الولايات المتحدة | 163 نقطة |
| نحاس      | بلجيكا           | 175 نقطة |

### سباقات العدو للشباب فتيان

#### فردي
| الميدالية | العداء                          | التوقيت     |
| ذهب       | جورج غارسيا إسبانيا             | 22:17 دقيقة |
| فضة       | فاليري غريزنوف الاتحاد السوفيتي | 22:23 دقيقة |
| برونز     | إيد استون الولايات المتحدة      | 22:27 دقيقة |

#### فرق
| الميدالية | العداء           | النقاط  |
| ذهب       | الاتحاد السوفيتي | 50 نقطة |
| فضة       | الولايات المتحدة | 75 نقطة |
| نحاس      | إسبانيا          | 79 نقطة |

### سباقات العدو الطويل نساء

#### فردي
| الميدالية | العداء                            | التوقيت     |
| ذهب       | غريت ويتز النرويج                 | 15:05 دقيقة |
| فضة       | غرينا بوندار شوك الاتحاد السوفيتي | 15:49 دقيقة |
| برونز     | يلينا شيرنيشيفا الاتحاد السوفيتي  | 15:52 دقيقة |

#### فرق
| الميدالية | العداء           | النقاط  |
| ذهب       | الاتحاد السوفيتي | 15 نقطة |
| فضة       | المملكة المتحدة  | 49 نقطة |
| نحاس      | الولايات المتحدة | 49 نقطة |